# 光画
光画（こうが、光畫）とは、日本戦前期の写真雑誌である。1933年に名取洋之助が設立した日本工房（第１次）のメンバーを輩出した。

## 沿革
1932年に、写真家の野島康三、中山岩太、木村伊兵衛を同人として刊行された。第2号から、写真評論家である伊奈信男が同人として参加。1933年まで、全18号が刊行されている。発行元は、当初は、聚楽社、1933年に入ると、光画社となっている。資金的には、野島個人がかなりの負担をしていたという。
この雑誌は、新興写真を代表するような傾向の作品を多く紹介し、また論文としても、海外の状況を含めて、写真に関する新しい動向を紹介している。特に、第1号に掲載された伊奈信男による論文「写真に帰れ」は、新興写真を対象とした代表的な論文である。以上のようなことから、短命に終わったとはいえ、日本写真史において、重要な位置を占める雑誌ということができる。
ただ、1930年代当時に、写真家の桑原甲子雄がその存在を知らなかったという事実があるように、この雑誌が、発行当時に、写真関係者（プロ・アマチュアを含む）の間でまんべんなく知れ渡っていたとは考えづらい。
この雑誌に作品が掲載されている写真家60余名の内、一部を掲載する。
野島康三、吉川富三、窪川得三郎、青木春雄、紅谷吉之助、木村伊兵衛、錦古里孝治、高麗清治、岡野一、佐久間兵衛、飯田幸次郎、中山岩太、井深　徴、堀野正雄、堀不佐夫、花和銀吾、ハナヤ勘兵衛、三浦義次、橋本恭典、近松嘉吉、河原井　晋、梅林長治郎、鹿兒島治朗、田中一、桑田和雄、光墨弘、安井仲治、大束元、名取洋之助
なお、この雑誌には、1人の写真家が変名、別名等を用いて複数の名前で作品を掲載している場合もあるといわれており、上記写真家名には重複があると考えられる。